# 全日本野球協会
一般財団法人全日本野球協会（ぜんにほんやきゅうきょうかい、英語: Baseball Federation of Japan、略称：BFJ）は、日本におけるアマチュア野球の国内競技連盟であり、一般財団法人。2013年4月1日付で組織名改称。
日本オリンピック委員会をはじめとする国際諸組織に日本におけるアマチュア野球を代表して加盟する組織が必要となったため、1990年に日本野球連盟と日本学生野球協会が設立した。
旧称全日本アマチュア野球連盟（ぜんにほんアマチュアやきゅうれんめい）。

## 日本アマチュア野球協会時代
社会人野球と学生野球は戦前からそれぞれが独立して組織・運営されてきた。
第二次世界大戦が終結したあともしばらくは両者の関係は全く無縁のものであったが、1954年にアジア野球選手権大会が開催されることを契機として、国際試合への代表チームを組織、また国内での国際大会運営にあたる組織が必要であるという認識から、同年に日本アマチュア野球協会が組織された。
この組織のもと、第6回アジア野球選手権まで社会人3回、学生2回、混成1回という形で代表チームを派遣してきたが、日本アマチュア野球協会をアマチュア野球界の統轄組織にしようとした動きに学生野球側が反発、1966年に脱退を表明、同協会は解散することとなった。

## 日本アマチュア野球国際委員会時代
日本アマチュア野球協会は解散することとなったが、国際大会へ出場するには社会人野球と学生野球の統一チームを構成する必要があるため、より緩やかな連絡機関として、1967年に日本アマチュア野球国際委員会を構成した。同委員会はそれぞれの団体が共同で運営する付属機関という扱いとなっており、組織運営上も下部機関ということが明確になった。
野球が公開競技となったロサンゼルスオリンピックおよび1988年ソウルオリンピックへ代表チームを派遣するには競技団体は、日本体育協会に加盟している必要があった。しかし、同協会に加盟しているのは社会人野球側のみであり、社会人野球側組織の加盟者のみでチームを構成することも出来たが、過去の経緯や勝てるチームを編成する必要があるというアマチュア野球界の総意もあって、同委員会のもとで統一チームが結成され、派遣された。

## 全日本アマチュア野球連盟発足
1992年バルセロナオリンピックから野球が正式競技になるのに伴い、こうした特例処置をいつまでも続けるわけにはいかず、統一されたアマチュア野球組織を構成し、国際野球連盟や日本オリンピック委員会へ加盟する必要が生じた。各国際機関には既に社会人野球の統轄団体である日本野球連盟が加盟しており、一国一組織の原則から学生がオリンピックへ出場するには日本学生野球協会が日本野球連盟の傘下になるか、解散して統合するしかない状況となっていた。
過去の経緯から学生野球側は社会人野球や体協の傘下になることを嫌い、また社会人野球の傘下になることによって日本学生野球憲章との整合性に問題が出てくることから文部省が懸念を示し、交渉は難航した。しかし、勝てるチーム編成を実施する必要があるというアマチュア野球界の総意やメダル獲得を絶対条件とする世論の動きもあって、それぞれの組織は温存したままで「上部団体」ではなく「代表団体」を構成しようという方向に話がまとまった。
その結果、日本野球連盟と日本学生野球協会が構成しているアマチュア野球の代表組織でありながら、両連盟の上部団体ではないという不思議な組織である全日本アマチュア野球連盟が1990年6月20日に発足した。なお、1991年から1997年までは、社会人野球と大学野球の日本一決定戦として、全日本アマチュア野球王座決定戦を実施していた。（運営上の理由で廃止。）
アマチュア野球の上部組織体系の複雑さは、一つには、本連盟を構成している一方の日本野球連盟は体協に加盟しているが、もう一方の日本学生野球協会は体協への加盟に同意していないなど、思想・意識の面でそれぞれの団体の拘りや差異が大きな一因になっている。日本野球連盟は体協のみに加盟、日本学生野球協会は、体協にも日本オリンピック委員会にも所属・加盟せず、両者の代表組織である当連盟が、日本オリンピック委員会にのみ加盟（体協には非加盟）している団体となっている。
ただし、日本オリンピック委員会と国際野球連盟に加盟し、対外的に日本の野球界を代表しているのは全日本アマチュア野球連盟となっている。
なおこの連盟は、日本国内における野球競技の普及過程の複雑さの影響で、現状としては、広義の意味での日本国内のアマチュア野球全体を束ねる組織ではなく、あくまで日本野球連盟と日本学生野球協会のみを対象としている。全てのアマチュア野球関連団体の構図・詳細については日本のアマチュア野球の項を参照の事。

## 全日本野球協会に改称
2013年4月1日より一般財団法人に移行するのに伴い、組織名を「全日本野球協会」に改称。同時に全日本軟式野球連盟の加盟も決定。2013年4月16日に第1回理事会が開かれ、選手強化、アンチ・ドーピングなどの6委員会の設置が承認され、新たに、これまで独立組織であったアマチュア野球規則委員会を傘下に置くなどの刷新が図られた。
2016年5月1日、プロ野球の管轄組織である日本野球機構と合同で日本野球協議会を設立。

## 主な歴代会長
- 八田英二
- 市野紀生
- 山中正竹